# Епископ западноевропски Лука
Лука (световно Бране Ковачевић; Пискавица код Бање Луке 30. октобар 1950 — Париз, 17. децембар 2021) био је епископ западноевропски.

## Биографија
Богословију Света Три Јерарха је завршио у манастиру Крки (1971), а студије теологије на Институту Светог Сергеја у Паризу (1982).
Монашки постриг примио је 1976. године када је и рукоположен у чин јеромонаха од стране епископа аустралијско-новозеландског Николаја. Од 1982. до 1992. био је сабрат манастира Светог Саве у Илајну, Аустралија. Свети архијерејски сабор Српске православне цркве на мајском засједању 1992. изабрао је архимандрита Луку за епископа аустралијско-новозеландског. Године 1997. био је постављен за администратора западноевропског, да би га Свети архијерејски сабор на мајском засједању 1997. изабрао за епископа западноевропског. Са положаја епископа епархије западноевропске, обављао је дужност администратора епархије аустралијско-новозеландске све до 1999. године када је умировљен.
Преминуо је 17. децембра 2021. Сахрањен је 27. децембра 2021. на гробљу манастира Ваведење у Београду.